# Pristimantis leucorrhinus
Pristimantis leucorrhinus es una especie de anfibio anuro de la familia Craugastoridae.

## Distribución geográfica
Esta especie es endémica de la provincia de Oxapampa en la región de Pasco en Perú. Se encuentra en el distrito de Chontabamba en el parque nacional Yanachaga Chemillén a unos 2500 m sobre el nivel del mar en el rango de Yanachaga.

## Descripción
El holotipo femenino mide 21 mm.

## Publicación original
- Boano, Mazzotti & Sindaco, 2008: A new peculiar frog species of the genus Pristimantis from Yanachaga-Chemillen National Park, Peru. Zootaxa, n.º 1674, p. 51-57.[3]